# 1RXS J160929.1-210524 b
1RXS J160929.1-210524 b, aussi abrégée en 1RXS1609 b, est une exoplanète en orbite autour de 1RXS J160929.1-210524, une étoile variable de type T Tauri de la pré-séquence principale située à environ 475 années-lumière (145 pc) du Système solaire dans la constellation du Scorpion. Cette planète a été découverte en été 2008 par imagerie directe
 à environ 2,2 secondes d'arc de l'étoile, ce qui correspond, compte tenu de l'éloignement de l'étoile, à une distance projetée sur la voûte céleste d'environ 330 UA. Ses paramètres orbitaux demeurant inconnus, il est impossible de connaître le demi-grand axe, l'excentricité ou encore l'inclinaison de l'orbite de cet astre.
Il s'agirait d'une planète d'environ 8,4 MJ et 1,7 RJ ayant une température effective de l'ordre de 1 530 °C. L'accrétion en 5 millions d'années d'une telle planète à au moins 330 UA de son étoile parente requerrait un disque protoplanétaire inhabituellement massif, ou alors une migration depuis une orbite plus intérieure où la planète aurait eu une plus grande probabilité de se former.